# Pegasus Mail
Pegasus Mail est un programme de courrier électronique développé par David Harris, également développeur du serveur de messagerie Mercury. Créé en 1990 pour MS-DOS, il a rapidement été adapté pour Microsoft Windows. Harris conserve les deux versions.
Pegasus Mail a des millions d’utilisateurs et d'utilisatrices dans le monde. Bien que petit, il est extrêmement rapide et riche.
Pegasus mail est adapté aux protocoles POP3, IMAP et SMTP. La dernière version possède un filtrage des courriels.
Il en existe une version française.
Le développement a été arrêté, d'après l'annonce sur le site officiel datant du 3 janvier 2007.
À la suite de demandes innombrables des utilisateurs de Pegasus Mail et de Mercury, David Harris a décidé de relancer le développement et la distribution des deux produits (22 janvier 2007). Les aspects financiers de l’acquisition et de l’utilisation de Pegasus Mail et de Mercury vont être ré-évalués.